# Gianfranco Zola
Gianfranco Zola, nascut el 5 de juliol de 1966 a Oliena, Sardenya, és un exfutbolista italià que va jugar en diversos equips italians, però sobretot va destacar amb el Chelsea FC anglès. Actualment és entrenador del Watford FC, després d'haver dirigit durant dues temporades al West Ham FC.
És considerat com un dels grans jugadors italians de la dècada dels 90. Va participar en diversos campionats internacionals amb la selecció azzurra, jugant un total de trenta-cinc partits i marcant deu gols.

## Trajectòria

### Itàlia
Zola va començar a jugar a l'equip de la seua localitat, el modest Corrasi d'Oliena. Posteriorment va signar el seu primer contracte professional amb l'equip sard del Nuorese el 1984. El 1986, va ser traspassat al Torres, el club més antic de Sardenya, on va jugar-hi durant tres temporades. El 1989 va fitxar pel Napoli de la Serie A. El jove i talentós Zola va marcar dos gols com a suplent de Maradona en l'equip que va guanyar la Serie el 1990, en aquell equip va compartir vestuari amb mites sud-americans com Daniel Fonseca, Antonio Careca i Ricardo Alemão. Maradona seria un dels jugadors que influenciaria més en la carrera de Zola. Zola va ajudar el Napoli a guanyar la Supercoppa Italiana el 1991 i va fer el seu debut sota la batuta d'Arrigo Sacchi el mateix any, guanyant-se la primera titularitat contra Noruega al novembre. El 1993, Zola va deixar el Napoli per fitxar pel Parma. Va guanyar la Copa de la UEFA i va aconseguir el subcampionat a la Serie A, a més de la Coppa el 1995. Al club blau i groc es va cimentar la seua reputació com a jugador de tall creatiu. Això no obstant, l'entrenador Carlo Ancelotti no va saber fer-lo encaixar dintre del seu sistema tàctic i, finalment, va acabar abandonant l'equip.

### Chelsea
El novembre del 1996, Zola va fitxar pel Chelsea FC per una xifra pròxima als 4.5 M£. El primer dorsal que va lluir va ser el 25. El seu debut va ser contra el Tottenham Hotspur FC.
Va ser un jugador clau en el ressorgiment del Chelsea, ajudant a l'equip a guanyar la FA Cup sobre el Middlesbrough FC.

### Selecció italiana
Va debutar amb la selecció azzurra el 13 de novembre del 1991, va ser contra la selecció noruega. El seu primer gol, però, no arribaria fins uns anys més tard, concretament va ser el 25 de març del 1995 contra la selecció d'Estònia. Amb la selecció italiana va disputar la Copa del Món del 1994 als EUA i l'Eurocopa del 1996 a Anglaterra.